# John Levee
John Levee est un peintre américain né le 10 avril 1924 à Los Angeles, aux États-Unis et mort le 18 janvier 2017 à Boulogne-Billancourt.

## Biographie
John Levee vit et travaille en France depuis 1949.
Licence de philosophie à l'Université de Californie, puis études de peinture à New York
John Levee a connu l’influence et participé à l’épanouissement du « hard edge », constituée de formes géométriques bien délimitées les unes par rapport aux autres ainsi que des formes peintes en aplat, en réaction à une peinture abstraite gestuelle jugée trop lyrique.
Dans les années récentes, l’artiste s’est intéressé à l’emploi de techniques mixtes sur carton, assumant une abstraction plus éloignée de cet art géométrique auquel il avait consacré une bonne partie de son œuvre.
Il participe régulièrement au Salon des réalités nouvelles à Paris.

## Expositions personnelles
- 1951 Galerie Huit – Paris
- 1954 Gallery T’Venster, Rotterdam Landau Gallery – Los Angeles
- 1955 Gimpel Fils – Londres
- 1956 André Emmerich Gallery ‑ New York Kantor Gallery ‑ Los Angeles
- 1957 Gimpel Fils –LondresAndré Emmerich Gallery ‑ New York – Gouaches Show Felix Landau Gallery, Los Angeles
- 1958 Galerie de France ‑ Paris  Gimpel Fils, Londres André Emmerich Gallery ‑ New York
- 1959 André Emmerich Gallery ‑ New York
- 1960 Galerie de France- Paris André Emmerich Gallery - New York Esther Robles Gallery ‑ Los Angeles Landau Gallery Los Angeles
- 1961 Gimpel Fils ‑ Londres Galerie de France, Paris Esther Robles Gallery ‑ Los Angeles
- 1962 Esther Robles Gallery ‑ Los Angeles Galerie de France – Paris Redford Gallery – Londres (Galerie de France) Moose Gallery – Toronto
- 1962 André Emmerich Gallery ‑ New York Esther Robles Gallery, Los Angeles. Gallery Moose, Toronto.
- 1963 Museum of Modern Art -  Haïfa Museum of  Modern Art ‑ Jérusalem  André Emmerich Gallery ‑ New York Moose gallery, Toronto.
- 1964 Nora Gallery – Jerusalem Phoenix Art Museum – Phoenix Arizona Galerie de France, Paris
- 1965 Krannert Museum ‑ University d'Illinois Walker Art Center, Minneapolis, Ohio.André Emmerich Gallery ‑ New York Galerie de France
- 1966 Gimpel Fils – Londres André Emmerich Gallery ‑ New York
- 1969 Galerie de France – Paris Tel Aviv Museum, Israel.
- 1970 Margo Leavin Gallery – Los Angeles
- 1971 Komy Galerie - Genève Galerie du Quet ‑ Lausanne
- 1972 Liatowitsh Galerie – Bâle
- 1977 Palm Springs Desert Museum, Palm Springs - California
- 1983 La Closerie des Lilas – Paris
- 1985 Kris and Co ‑ Los Angeles
- 1986 La Closerie des Lilas – Paris
- 1993 Musée Ville de Toulouse France : Rétrospective

## Œuvres dans les collections publiques
- Kunst Museum de Bâle
- Museum of Modern Art de New-York
- Stedelijk Museum d'Amsterdam, au Whitney Museum de New-York
- Guggenheim Museum de New-York
- New Washington Gallery of Modern Art, Washington D.C.
- Musée d'Art Moderne du Centre Pompidou à Paris
- Carnégie Institute à Pittsburgh,
- Musée du Havre, France
- Museum Haïfa et Musée de Tel Aviv, Israël
- Museum of Los Angeles, Baltimore Museum
- Phoenix Art Museum, Arizona
- Cincinnati Museum, Ohio
- Santa Barbara Museum, california
- Museum of Modern Art, Jakarta
- Dallas Museum of Contemporary Art
- Palm Spring Museum.